# Землетрясение в Плайя-Асуль (1981)
Землетрясение в Плайя-Асуль произошло в 21:22 по местному времени (03:22 UTC) 24 октября 1981 года в Плайя-Асуль, Мичоакан, Мексика. Магнитуда землетрясения составила 7,2 Mw. Сообщалось о трёх погибших: двое из Мичоакана и один из Мехико. В этих же регионах здания получили повреждения. В Акапулько было зарегистрировано небольшое цунами с максимальной высотой волны 9 сантиметров.

## Тектоническая обстановка
Юго-западное побережье Мексики лежит на конвергентной границей, где плиты Ривера и Кокос погружаются под Северо-Американскую плиту вдоль Центральноамериканского жёлоба. Этот район очень сейсмически активен: вдоль границы плит происходят сильные землетрясения. Сейсмичность границы плит в этой области сильно сегментирована, выделяются отдельные сегменты: Халиско, Мичоакана, Герреро и Колимы. Юго-восточная часть сегмента Мичоакан совпадает с широкой зоной разлома Ороско в пределах плиты Кокос. В 1970-х годах, этот сегмент был признан крупным сейсмическим разрывом.

## Землетрясение
Землетрясение произошло в центральной части сейсмического разрыва Мичоакан. Оно имело механизм обратного разлома из-за неглубокого надвигового разлома. Магнитуда составила 7,2 Mw.

## Последствия
Штат Мичоакан серьёзно пострадал, некоторые здания в Мехико также получили повреждения. В Мичоакане погибло 2 человека и 17 человек получили ранения, а в Мехико — 1 человек погиб и 11 человек получили ранения. Сообщается также в общей сложности о 9 смертях.
После землетрясения в Мехико начались перебои в подаче электроэнергии и телефонной связи.